# Sosnówka (gmina)
Sosnówka (do 1954 gmina Romanów) – gmina wiejska w województwie lubelskim, w powiecie bialskim. W latach 1975–1998 gmina położona była w województwie bialskopodlaskim.
Siedziba gminy to Sosnówka.
Według danych z 30 czerwca 2004 gminę zamieszkiwało 2791 osób.

## Struktura powierzchni
Według danych z roku 2002 gmina Sosnówka ma obszar 148,43 km², w tym:
- użytki rolne: 66%
- użytki leśne: 28%

Gmina stanowi 5,39% powierzchni powiatu.

## Demografia

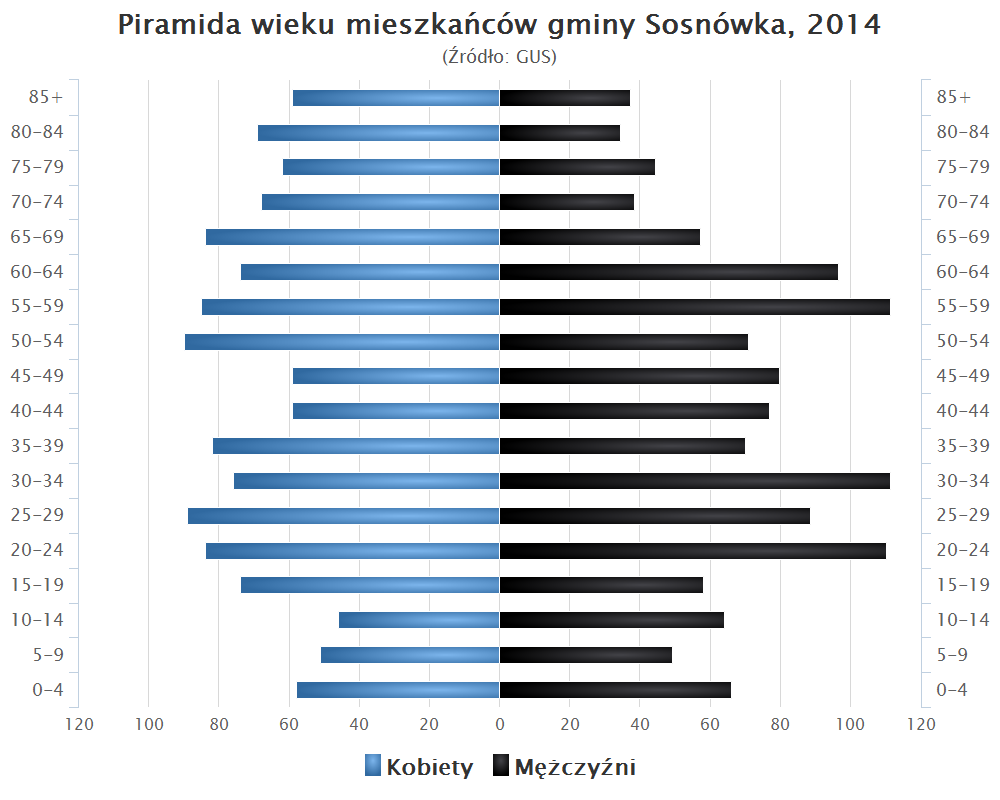
Piramida wieku mieszkańców gminy Sosnówka w 2014 roku

Dane z 30 czerwca 2004:
| Opis                              | Ogółem | Ogółem | Kobiety | Kobiety | Mężczyźni | Mężczyźni |
| --------------------------------- | ------ | ------ | ------- | ------- | --------- | --------- |
| jednostka                         | osób   | %      | osób    | %       | osób      | %         |
| populacja                         | 2791   | 100    | 1412    | 50,6    | 1379      | 49,4      |
| gęstość zaludnienia (mieszk./km²) | 18,8   | 18,8   | 9,5     | 9,5     | 9,3       | 9,3       |

## Historia
W okresie Rzeczypospolitej Obojga Narodów teren gminy był częścią województwa brzeskolitewskiego ze stolicą w Brześciu. Od 1795 r. znajdował się w zaborze austriackim w cyrkule bialskim, a od 1804 r. w cyrkule włodawskim, który miał tymczasową siedzibę w Białej. Teren gminy wchodził w skład okręgu włodawskiego w cyrkule włodawskim. W 1809 r. teren gminy został przyłączony do Księstwa Warszawskiego i znalazł się w granicach departamentu siedleckiego i powiatu włodawskiego. Od roku 1816 do 1844 teren gminy należał do powiatu włodawskiego, który był częścią obwodu radzyńskiego województwa podlaskiego (do 1837) guberni podlaskiej (1837–1844). W latach 1844–1866 teren gminy był częścią Okręgu Włodawskiego w Powiecie Radzyńskim w guberni lubelskiej. W latach 1867–1913 teren gminy znajdował się w powiecie włodawskim w guberni siedleckiej, a w latach 1913–1915 w powiecie włodawskim w guberni chełmskiej. W latach 1918–1939 teren gminy był częścią powiatu włodawskiego w województwie lubelskim. Od 1944 do 1975 roku teren gminy był częścią powiatu włodawskiego województwa lubelskiego, a po likwidacji powiatów w latach 1975–1998 należał do województwa bialskopodlaskiego. W 1999 r. gmina znalazła się w powiecie bialskim w woj. lubelskim.

## Sołectwa
Czeputka, Dębów, Lipinki, Motwica, Pogorzelec, Przechód, Romanów, Rozwadówka, Rozwadówka-Folwark, Sapiehów, Sosnówka, Wygnanka, Żeszczynka.
Miejscowością podstawową bez statusu sołectwa jest kolonia Zawyhary.

## Sąsiednie gminy
Hanna, Łomazy, Podedwórze, Tuczna, Wisznice, Wyryki